# Thaumasite
La thaumasite (simbolo IMA: Tma) è un minerale del gruppo dell'ettringite appartenente alla famiglia dei "solfati (selenati, tellurati, cromati, molibdati, tungstati)" con composizione chimica Ca3Si(OH)6(CO3)(SO4) • 12H2O.
La thaumasite è l'analogo del silicio della carraraite.

## Etimologia e storia
La thaumasite è stata scoperta nel 1878 e il suo nome deriva dalla parola greca θαυμάζειν ('thaumazein', che significa 'essere sorpreso') per via della sua composizione chimica inusuale comprendente gli anioni carbonato, solfato ed esaidrosilicato.

## Classificazione
La classica nona edizione della sistematica dei minerali di Strunz, aggiornata dall'Associazione Mineralogica Internazionale (IMA) fino al 2009, elenca la thaumasite nella classe "Solfati (selenati, tellurati, cromati, molibdati, tungstati)" e nella sottoclasse "7.D Solfati (selenati, ecc.) con anioni aggiuntivi, con H2O"; questa viene suddivisa in base alle dimensioni dei cationi coinvolti e alla composizione del minerale, in modo tale che la thaumasite possa essere trovata nella sezione "7.DG Con cationi di media e grande dimensione; con NO3, CO3, B(OH)4, SiO4 o IO3" dove forma il sistema nº 7.DG.15 insieme a bentorite, birunite, buryatite, carraraite, charlesite, ettringite, hielscherite, jouravskite e sturmanite.
Tale classificazione rimane invariata anche nell'edizione successiva, proseguita dal database "mindat.org" e chiamata Classificazione Strunz-mindat nella quale all'interno del sistema 7.DG.15, oltre ai minerali già citati, compaiono anche chiyokoite, kottenheimite, siwaqaite, tatarinovite e imayoshiite.
Nella Sistematica dei lapis (Lapis-Systematik) di Stefan Weiß la thaumasite si trova nella classe dei "solfati, cromati, molibdati e tungstati" e nella sottoclasse dei "solfati idrati, con anioni estranei"; qui è nella sezione dei minerali con "cationi medi e molto grandi; gruppo dell'ettringite" dove insieme a bentorite, kottenheimite, hielscherite, jouravskite, carraraite, tatarinovite, charlesite, sturmanite e buryatite forma il sistema nº VI/D.13.
Anche la classificazione dei minerali secondo Dana, usata soprattutto nei Paesi anglosassoni, elenca la thaumasite nella famiglia dei "solfati, cromati e molibdati"; qui è nella classe dei "solfati composti" e nella sottoclasse dei "solfati composti (contenenti acqua) con formula polianionica" dove forma il "gruppo della charlesite" con il numero di sistema 32.04.04 insieme a charlesite, sturmanite, jouravskite e carraraite.

## Abito cristallino
La thaumasite cristallizza nel sistema esagonale con il gruppo spaziale P63 (gruppo nº 173) con i parametri di cella a = 11,030(7) Å e c = 10,396(6) Å, oltre ad avere 2 unità di formula per cella unitaria.

## Origine e giacitura
La thaumasite si forma in fase molto avanzata nei depositi di minerali solfuri, ma lo si trova anche in zone metamorfiche di contatto; si forma inoltre dalla reazione di acque geotermiche o di mare con basalti e tufi. La paragenesi è con analcime, apofillite, calcite, gesso, pirite e zeoliti.
La thaumasite è stata trovata in diversi siti sparsi per il mondo, ma in quantità esigue, pertanto è un minerale rato. Qui si ricorda solo la sua località tipo, la miniera di "Bjelke" (63.46524°N 13.09732°E) nei pressi di Åre (nella contea di Jämtland in Svezia).

## Forma in cui si presenta in natura
La thaumasite si trova anche sotto forma di cristalli prismatici grossolani secondo [0001] o aciculari di dimensioni fino a 5 cm. Forma aggregati finemente aciculari, fibrosi, a ciuffi o dense e indistinte masse radiali. Possiede un alto contenuto di molecole di acqua e un basso peso specifico.
Il minerale è da trasparente a traslucido, con lucentezza da vitrea a sericea; il colore è bianco, ma puòessere anche incolore ed è bianco anche il suo striscio sulla mattonella di prova.

## Utilizzi

### In edilizia
La thaumasite si può formare nei calcestruzzi a seguito della reazione tra il solfato di calcio bidrato, carbonato di calcio e i silicati idrati di calcio, che si formano durante l'idratazione del cemento di Portland (attacco solfatico).
Questa reazione avviene solo nel caso di basse temperature (0-10 °C) e in condizioni di umidità elevata (umidità relativa > 95%), e causa una riduzione (fino a scomparsa) dei silicati idrati di calcio da cui dipende il potere legante del cemento.
La formazione di thaumasite è accompagnata visivamente da una sorta di spappolamento del calcestruzzo.

### Come pietra preziosa
Nonostante i suoi cristalli a volte limpidi e lucenti, la thaumasite non è di alcuna importanza per l'uso commerciale come pietra preziosa, poiché si graffia rapidamente se indossata a causa della sua bassa durezza Mohs di 3,5. Per i collezionisti, tuttavia, la thaumasite è occasionalmente offerta in diversi tagli.